# Атемарский уезд
Атемарский уезд — уезд Российской империи.
Уездный город — Атемарский острог.

## История
В 1638 году во время продолжения строительства Белгородской, а с 1647 года — Симбирской черты, основан Атемарский острог (крепость) на Атемарской засечной черте. Уезд образован в 1640 году. Включал южную часть территории Алатырского уезда и восточную — Темниковского уезда. В 1651 году разделён на два уезда. В составе Атемарского уезда осталась территория, приписанная к нему в 1640 году от Алатырского уезда, во вновь образованный Саранский уезд вошла территория, приписанная в том же году к Атемарскому острогу от Темниковского уезда. В 1653 году из Атемарского острога в Саранск было переведено управление сторожевой чертой (службой), с этого времени она именовалась Саранской, и Атемарский острог в военном отношении подчинялся Саранску.

... И Алатарского де, государь, и Саранского и Атемарского уездов в селах и в деревнях руских всяких чинов люди все приведены к вере, а татаровя и мордва по их вере к шерти. А которые де, государь, тех сел и деревень всяких чинов люди были на боех с воровскими казаками и ранены, и тех, сыскав всех, велел казнить смертью. ...— Князь Ю. А. Долгоруков